# Jo Jo
«Jo Jo» es el segundo sencillo del tercer miniálbum de la boy band Shinee, 2009, Year of Us. Fue publicada digitalmente el 5 de diciembre de 2009, después del primer sencillo «Ring Ding Dong».

## Promoción
Shinee interpretó la canción en vivo por primera vez en el Music Bank el 11 de diciembre de 2009 y la incluyeron en sus primeras giras en Asia, Japón, y en su segunda gira asiática.

## Posicionamiento en listas
| Lista               | Mejores posiciones |
| ------------------- | ------------------ |
| Gaon Weekly singles | 16                 |

## Publicación
| País          | Fecha                  | Notas                                           |
| ------------- | ---------------------- | ----------------------------------------------- |
| Corea del Sur | 22 de octubre de 2009  | Versiones físicas y digitales como parte del EP |
| Corea del Sur | 5 de diciembre de 2009 | Versión digital como sencillo promocional       |
| Japón         | 20 de enero de 2010    | Versiones físicas y digitales como parte del EP |